# Freinville - Sevran vasútállomás
Freinville - Sevran vasútállomás Franciaországban, Sevran településen.

## Vasútvonalak
Az állomást az alábbi vasútvonalak érintik:
- Bondy–Aulnay-sous-Bois-vasútvonal
- 4-es villamos

## Kapcsolódó állomások
A vasútállomáshoz az alábbi állomások vannak a legközelebb:
- L’Abbaye (Bondy, 4-es villamos)
- Rougemont - Chanteloup (Aulnay-sous-Bois (tram), 4-es villamos)